# Emheringia longiplaga
Emheringia longiplaga är en tvåvingeart som först beskrevs av Erich Martin Hering 1939.  Emheringia longiplaga ingår i släktet Emheringia och familjen borrflugor. Inga underarter finns listade i Catalogue of Life.